# Михаил Пешня
Михаил Алексеевич Пешня (на руски: Михаил Алексеевич Пешня) е руски офицер, генерал-майор, участвал в Първата световна (1914–1918) и в Гражданската война (1917–1922).

## Биография
Михаил Пешня е роден през 1885 или 1886 година във Вилнюс. Завършва гимназия и военно училище в родния си град и през 1907 година е зачислен в 73-ти пехотен кримски полк във Виница. По време на мобилизацията през 1914 година става ротен командир в новосформирания 257-и пехотен евпаторийски полк, който участва активно във военните действия на Източния фронт. Пешня се издига в йерархията, като през лятото на 1917 година става полковник, а в края на годината – командир на полка.
След като комунистите сключват сепаративния мир с Германия през пролетта на 1918 година, Пешня се присъединява към Доброволческата армия, а през септември е зачислен в Корниловския ударен полк. През есента на 1919 година за кратко е командир на полка при неговото преобразуване в дивизия. През май 1920 година е повишен в генерал-майор и отново за кратко командва Корниловската дивизия.
През есента на 1920 година генерал Пешня става командващ на Марковската дивизия по време на нейната евакуация от Русия. Малко след това тя е преобразувана в полк, който се запазва като организация в чужбина и Пешня е негов командир до края на живота си. Първоначално Марковската дивизия е прехвърлена в Галиполи, който по това време е под гръцки контрол, а в края на 1921 година, заедно с други руски подразделения, е приета в България. Марковският полк е настанен в Белоградчик, в казармите на закрития след Ньойския договор Петнадесети пехотен ломски полк на Българската армия. През 1923 година хора от полка участват в сражения срещу комунистически групи по време на Септемврийското въстание.
В средата на 20-те години основната част от руските подразделения в България се прехвърлят в Западна Европа. През 1926 година Михаил Пешня заминава за Франция, където остава до края на живота си. Там той работи като миньор, работник в завод за каучук и шофьор на такси.
Михаил Пешня умира на 4 декември 1938 година в Париж след неуспешна хирургическа операция.